# Liste der Naturdenkmale in Herrnhut
Die Liste der Naturdenkmale in Herrnhut umfasst Naturdenkmale der sächsischen Stadt Herrnhut.

## Definition
„Naturdenkmäler sind rechtsverbindlich festgesetzte Einzelschöpfungen der Natur oder entsprechende Flächen bis zu fünf Hektar, deren besonderer Schutz erforderlich ist
1. aus wissenschaftlichen, naturgeschichtlichen oder landeskundlichen Gründen oder
2. wegen ihrer Seltenheit, Eigenart oder Schönheit.“

„§ 18 – Naturdenkmäler – (zu § 28 BNatSchG)
(1) Die Erklärung nach § 22 Abs. 1 BNatSchG von Teilen von Natur und Landschaft als Naturdenkmal erfolgt durch Rechtsverordnung oder Einzelanordnung.
(2) Über § 28 Abs. 1 BNatSchG hinaus können Naturdenkmäler zur Sicherung von Lebensgemeinschaften oder Lebensstätten von im Bestand gefährdeten oder streng geschützten Arten festgesetzt werden.“

## Naturdenkmale
Diese Auflistung unterscheidet zwischen Flächennaturdenkmalen (FND) mit einer Fläche bis zu 5 ha (bei Verordnung nach DDR-Recht auch mehr) und Einzel-Naturdenkmalen (ND).
Link zu einem Kartenansichtstool, um Koordinaten zu setzen.
| Bild                          | Bezeichnung                                                                      | Lage                               | Beschreibung | Datum | Nummer |
| ----------------------------- | -------------------------------------------------------------------------------- | ---------------------------------- | ------------ | ----- | ------ |
| BW                            | Wiese am Wasserhaus – buntblühende Wiese                                         | (51° 0′ 14,2″ N, 14° 41′ 9,2″ O)   | FND (0,1 ha) |       |        |
| BW                            | 2 Blutbuchen an der Försterei                                                    | (51° 0′ 1″ N, 14° 42′ 52,7″ O)     | ND           |       |        |
| mehr Fotos \| Fotos hochladen | Obstbaumallee an der Trebe                                                       | (51° 1′ 6,9″ N, 14° 48′ 23,8″ O)   | ND           |       |        |
| BW                            | Waldstück am Langen Berg – Orchideenvorkommen                                    | (50° 59′ 11,5″ N, 14° 46′ 46,2″ O) | FND (0,7 ha) |       |        |
| BW                            | Bornwäldchen                                                                     | (50° 59′ 6,2″ N, 14° 44′ 15,1″ O)  | FND (4,9 ha) |       |        |
| mehr Fotos \| Fotos hochladen | Großhennersdorfer Großteich                                                      | (51° 0′ 5,2″ N, 14° 48′ 20,1″ O)   | FND (4,4 ha) |       |        |
| BW                            | Oberlauf des Peterbaches                                                         | (51° 1′ 22,9″ N, 14° 42′ 23″ O)    | FND (2,1 ha) |       |        |
| BW                            | Feuchtbereich am Zufluss des Peterbaches – Orchideenvorkommen Revier Ruppersdorf | (51° 0′ 44,4″ N, 14° 41′ 14,1″ O)  | FND (0,2 ha) |       |        |
| mehr Fotos \| Fotos hochladen | Winter-Linde am Heuscheuner Weg 6                                                | (50° 59′ 48,4″ N, 14° 48′ 55,7″ O) | ND           |       |        |
| BW                            | Ziegeleibruch Friedensthal                                                       | (51° 1′ 50,6″ N, 14° 42′ 5,1″ O)   | FND (1,1 ha) |       |        |
| BW                            | Farnbestand am Petersbach – Straußfarnvorkommen am Erlichtbach                   | (51° 0′ 29,8″ N, 14° 46′ 33,8″ O)  | FND (0,9 ha) |       |        |
| mehr Fotos \| Fotos hochladen | Lindenallee an der Straße zum Alten Schloss                                      | (50° 59′ 41,6″ N, 14° 47′ 6,3″ O)  | ND           |       |        |

## Ehemalige Naturdenkmale
Link zu einem Kartenansichtstool, um Koordinaten zu setzen.
| Bild                          | Bezeichnung                              | Lage                                        | Beschreibung                                                                       | Datum     | Nummer |
| ----------------------------- | ---------------------------------------- | ------------------------------------------- | ---------------------------------------------------------------------------------- | --------- | ------ |
| mehr Fotos \| Fotos hochladen | Lindenallee an der Berthelsdorfer Straße | (51° 1′ 17″ N, 14° 45′ 20″ O)               | ND aufgehoben, da bereits nach § 2 des Sächsischen Denkmalschutzgesetzes geschützt | 1960–2020 |        |
| BW                            | Lindenallee am Niederhofgut              | Ruppersdorf (51° 0′ 15,1″ N, 14° 44′ 37″ O) | ND aufgehoben, da bereits als Teil des Naturschutzgebietes Hengstberg geschützt    | 1960–2020 |        |